# Comuna Cucoara, Cahul
Cucoara este o comună din raionul Cahul, Republica Moldova. Cuprinde satele Chircani și Cucoara.

## Demografie
Structură etnică
     moldoveni (92,29%)
     ucraineni (2,13%)
     ruși (1,62%)
     găgăuzi (0,41%)
     bulgari (1,78%)
     români (1,73%)
     evrei (0%)
     polonezi (0%)
     țigani (0%)
     alte etnii / nedeclarată (0,04%)
Conform datelor recensământului din 2004, populația localității este de 1.971 locuitori, dintre care 963 (48,86%) bărbați și 1.008 (51,14%) femei. Structura etnică a populației în cadrul localității arată astfel:
- moldoveni — 1.819;
- ucraineni — 42;
- ruși — 32;
- găgăuzi — 8;
- bulgari — 35;
- români — 34;
- altele / nedeclarată — 1.

## Administrație și politică
Componența Consiliului local Cucoara (11 consilieri), ales la 5 noiembrie 2023, este următoarea:
|  | Partid                                       | Consilieri | Componență | Componență | Componență | Componență |
|  | -------------------------------------------- | ---------- | ---------- | ---------- | ---------- | ---------- |
|  | Partidul Liberal Democrat din Moldova        | 4          |            |            |            |            |
|  | Platforma Demnitate și Adevăr                | 3          |            |            |            |            |
|  | Partidul Acțiune și Solidaritate             | 2          |            |            |            |            |
|  | Partidul Socialiștilor din Republica Moldova | 1          |            |            |            |            |
|  | Partidul Democrat Modern din Moldova         | 1          |            |            |            |            |